# 抗体酵素
抗体酵素（こうたいこうそ）とは、触媒活性を有するモノクローナル抗体のことである。抗体触媒、アブザイム（abzyme、antibody と enzyme の合成語）、あるいは catmab （catalytic monoclonal antibody から）ともいう。元来は人工的に創生されたものをいうが、ヒト体内にも見出されており、正常なヒトの抗-血管作動性小腸ペプチド（VIP:vasoactive intestinal peptide）抗体や、全身性エリテマトーデス（自己免疫疾患）患者の抗体（DNAに結合し加水分解する）がある。
酵素は反応過程で生じる（酵素がない場合には不安定な）中間体を安定化させることにより触媒機能を果たす。ある反応の中間体に類似した分子を結合するような抗体があれば、その抗体は中間体を安定化し、それによって反応を触媒できる可能性がある。このような戦略により、天然の酵素にないような酵素活性を有する抗体酵素を生み出す試みが行われている。抗体酵素はまたバイオテクノロジーにおいても、たとえばDNAに対して特異的な反応を起こすなど有用なツールとなる可能性がある。